# Bačkovica
Bačkovica falu Horvátországban Belovár-Bilogora megyében. Közigazgatásilag Nagypisznicéhez tartozik.

## Fekvése
Belovár központjától légvonalban 21, közúton 27 km-re keletre, községközpontjától légvonalban 6, közúton 7 km-re északkeletre a Bilo-hegység déli lejtőin, a Bačkovica-patak partján fekszik.

## Története
Területe már a középkorban is lakott volt. Egykori várát a Buchka (Bochka) nemzetség építtette, melyet 1271-ben említenek a csázmai káptalan egyik oklevelében, és amelynek birtokai a mai Nagypisznice, Ravneš és Brzaja térségében voltak. A vár ezek uradalmi központja volt, szerepe a török korban nőtt meg, amikor valószínűleg jelentősen megerősítették, erős fegyverzettel és őrséggel látták el. Ivan Barešić belovári kutató 1938-ban végzett feltárást a vár területén. Ez alkalommal hat kisebb ágyút, egy vörösréz mozsárágyút és egy szablyát talált. 15. és 16. századi cseréptöredékek is előkerültek. A vár a török háborúkban pusztult el, pusztulása talán Verőce várának 1552-es elestével függ össze. Azt követően ez a vidék mintegy száz évig lakatlan pusztaság volt.
A falu területe a 17. század közepétől népesült be, amikor a török által elpusztított, kihalt területre folyamatosan telepítették be a keresztény lakosságot. 1774-ben az első katonai felmérés térképén „Dorf Bachkovicza” néven találjuk. A település katonai közigazgatás idején a szentgyörgyvári ezredhez tartozott. 
Lipszky János 1808-ban Budán kiadott repertóriumában „Bachkovicza” néven szerepel. Nagy Lajos 1829-ben kiadott művében „Bachkovicza” néven 24 házzal, 80 katolikus és 81 ortodox vallású lakossal találjuk.
A katonai közigazgatás megszüntetése után Magyar Királyságon belül Horvát-Szlavónország részeként, Belovár-Kőrös vármegye Belovári járásának része volt. 1857-ben 258, 1910-ben 629 lakosa volt. 1910-ben a népszámlálás adatai szerint lakosságának 86%-a szerb, 12%-a horvát, 2%-a magyar anyanyelvű volt. 1918-ban az új szerb-horvát-szlovén állam, majd később Jugoszlávia része lett. 1941 és 1945 között a németbarát Független Horvát Államhoz, majd a háború után a szocialista Jugoszláviához tartozott. 1991-től a független Horvátország része. 1991-ben lakosságának 90%-a szerb nemzetiségű volt. 2011-ben 46 lakosa volt, akik főként mezőgazdasággal foglalkoztak.

## Lakossága
| Lakosság változása | Lakosság változása | Lakosság változása | Lakosság változása | Lakosság változása | Lakosság változása | Lakosság változása | Lakosság változása | Lakosság változása | Lakosság változása | Lakosság változása | Lakosság változása | Lakosság változása | Lakosság változása | Lakosság változása | Lakosság változása | Lakosság változása |
| ------------------ | ------------------ | ------------------ | ------------------ | ------------------ | ------------------ | ------------------ | ------------------ | ------------------ | ------------------ | ------------------ | ------------------ | ------------------ | ------------------ | ------------------ | ------------------ | ------------------ |
| 1857               | 1869               | 1880               | 1890               | 1900               | 1910               | 1921               | 1931               | 1948               | 1953               | 1961               | 1971               | 1981               | 1991               | 2001               | 2011               | 2021               |
| 258                | 289                | 300                | 479                | 484                | 629                | 613                | 658                | 331                | 389                | 358                | 262                | 209                | 168                | 85                 | 46                 | 27                 |

## Nevezetességei
Bačkovica középkori várának mára alig maradt látható nyoma. A romok egykor a falutól nyugatra, mintegy ötszáz méterre egy domb lejtőjének közepén álltak. Kör alaprajzú volt, közepén egy téglából és kőből épített toronnyal vagy nemesi udvarházzal. Ezt kettős kör alakú sánc és kettős árok övezte. Kissé távolabb, mintegy 30 méterre egy harmadik árok is húzódott. Maradványai a kitartó mezőgazdasági művelés során semmisültek meg.